# Zakłady Wytwórcze Aparatury Wysokiego Napięcia

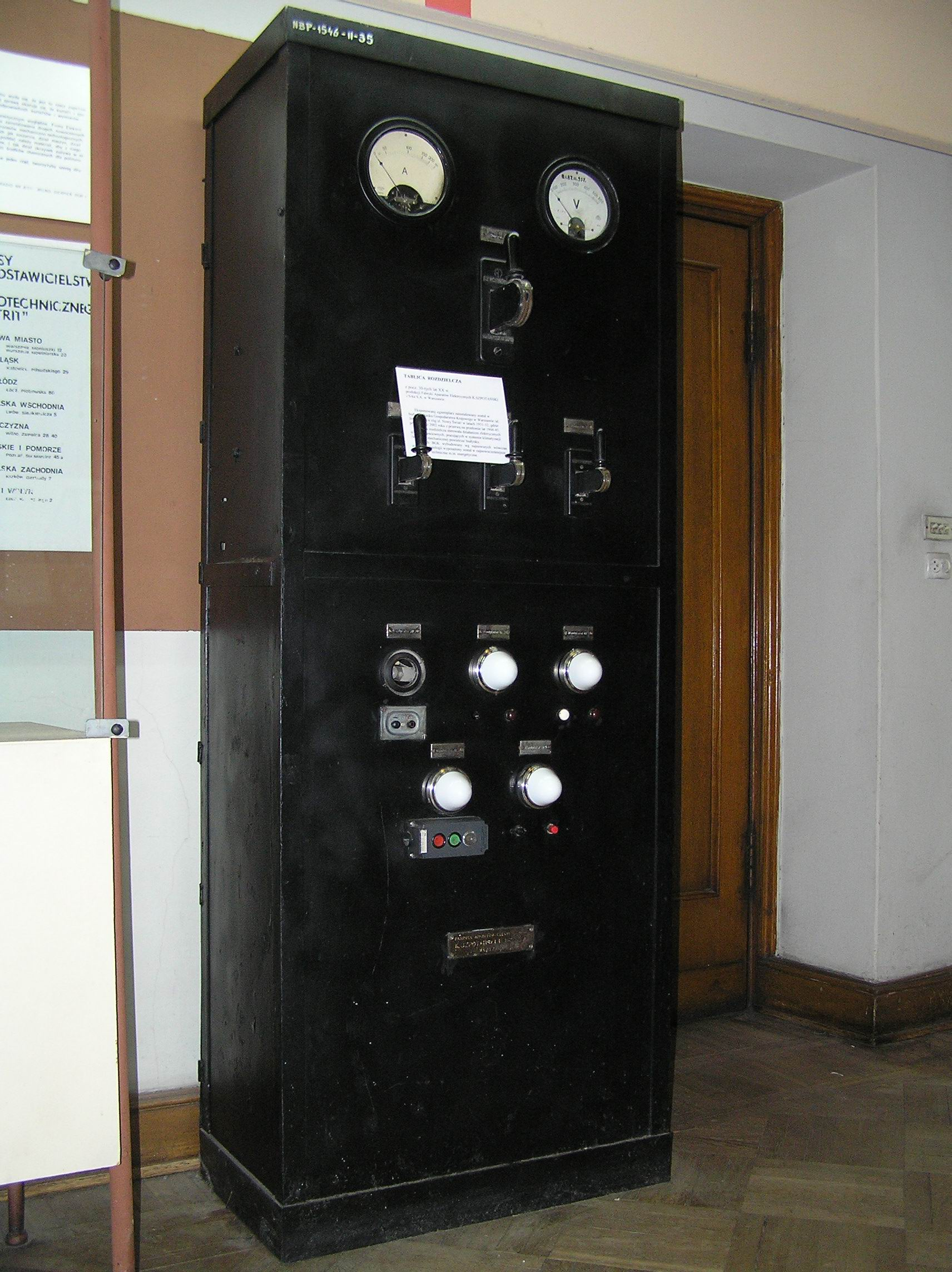
Tablica rozdzielcza z fabryki Szpotańskiego z początku lat 30., Muzeum Techniki w Warszawie

Zakłady Wytwórcze Aparatury Wysokiego Napięcia (ZWAR) – polskie przedsiębiorstwo produkujące aparaty elektryczne, założone przez Kazimierza Szpotańskiego, w 1997 przejęte przez ABB.

## Historia

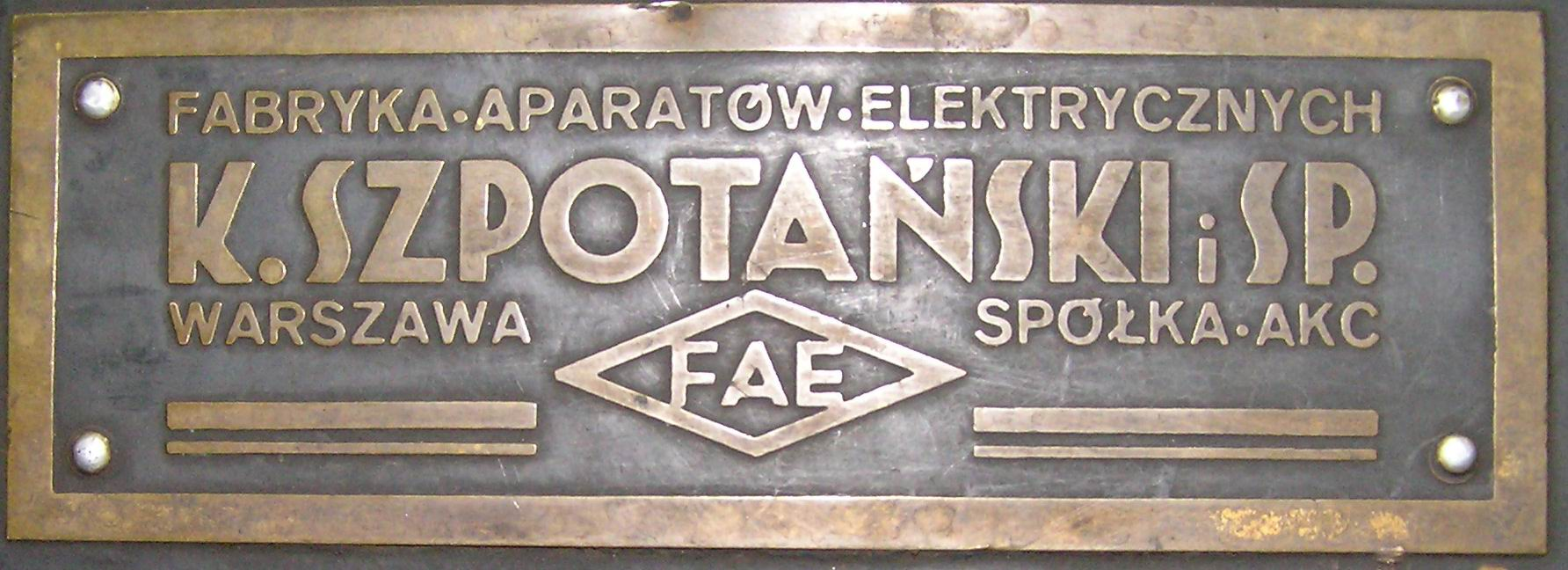
Tabliczka fabryki K. Szpotańskiego

W listopadzie 1918 Kazimierz Szpotański wrócił do Polski i założył w Warszawie, w dwupokojowym lokalu przy ul. Mirowskiej, Fabrykę Aparatów Elektrycznych K. Szpotański i Spółka. Zaczął od produkcji włączników do światła. Warsztat ten, początkowo zatrudniający 2 ludzi, po przeniesieniu na Pragę (w kwadrat obecnych ulic Kałuszyńskiej, Rybnej, Drewnickiej i Gocławskiej) szybko rozrósł się, stając się największym w II Rzeczypospolitej przedsiębiorstwem produkującym aparaturę elektryczną. Szpotański mówił, że produkcja w jego fabryce musi odpowiadać systemowi IEEN (jakości, ekonomii, estetyce i nowoczesności). W roku 1938, w związku z dużymi zamówieniami od przedsiębiorstw z Centralnego Okręgu Przemysłowego, część oddziałów fabryki przeniesiono do Międzylesia.
Zakłady Kazimierza Szpotańskiego przed II wojną światową zatrudniały około 1200 osób, w tym 100 inżynierów. Funkcjonowały do wybuchu powstania warszawskiego. W tych trudnych czasach Kazimierz Szpotański kładł duży nacisk na aspekty socjalne funkcjonowania zakładu, organizując dla pracowników wczasy oraz szkolenia. Ponadto fundował stypendia i zapewniał praktyki oraz pracę zdolnym studentom Politechniki.
20 października 1944 roku Fabryka została przymusowo przejęta przez Zarząd Tymczasowy i upaństwowiona, a w roku 1945 przemianowana na Pierwszą Państwową Fabrykę Aparatów Elektrycznych. Kazimierz Szpotański zaś, ze względu na silne naciski władzy komunistycznej, musiał opuścić swój zakład. Następnie nazwę Fabryki zmieniono na Zakłady Wytwórcze Aparatury Rozdzielczej im. Georgi Dymitrowa, w skrócie ZWAR, a później Zakłady Wytwórcze Aparatury Wysokiego Napięcia, ale skrót pozostał bez zmian.
W skład ZWAR-u wchodziło kilka fabryk: w Międzylesiu, w Warszawie przy ulicy Gocławskiej, w Lęborku oraz w Przasnyszu (w związku z polityką decentralizacji przemysłu). Fabryka ta zajmowała się głównie produkcją do byłego ZSRR.
W roku 1989 Kazimierz Szpotański został upamiętniony przez nadanie jego imienia ulicy przebiegającej przy zakładzie w Międzylesiu. Jako że inżynier Szpotański był również współzałożycielem i wieloletnim prezesem Stowarzyszenia Elektryków Polskich, organizacja ta przyznaje medal jego imienia osobom szczególnie zasłużonym w zakresie aparatury elektrycznej.
W 1997 roku Fabryka ZWAR została kupiona przez międzynarodową korporację ABB, w wyniku czego powstała spółka ABB ZWAR. Następnie zlikwidowano fabrykę przy ul. Gocławskiej, pozostałą część produkcji przenosząc do Międzylesia. Działalność ABB ZWAR została ograniczona do biur konstrukcyjnych i śladowej produkcji, a ABB Przasnysz ograniczyło produkcję głównie do konstrukcji licencyjnych.
W roku 2000 pracownicy byłego zakładu w Lęborku utworzyli Zakład Wytwórczy Aparatów Elektrycznych Sp. z o.o. (ZWAE), który kontynuuje tradycje produkcji polskich aparatów wysoko- i średnionapięciowych.
W marcu 2002 roku ABB Zwar i ABB Elta połączyły się i utworzono z nich ABB Sp. z o.o. Zakład w Lęborku zamknięto, a jego produkcję przeniesiono do Przasnysza i Łodzi. Obecnie ABB Sp z o.o. zatrudnia w Polsce blisko 4000 pracowników w zakładach w Aleksandrowie Łódzkim, Łodzi, Przasnyszu, Krakowie, Elblągu i Wrocławiu.
W roku 2002 z firmy ABB ZWAR odłączyła się część konstruktorów, zakładając spółkę ZWARpol Sp. z o.o., zajmującą się produkcją aparatury probierczej średniego i wysokiego napięcia.
W roku 2015 w budynku zakładów ZWAR w Międzylesiu powstała galeria handlowa.
Budynki ZWAR wpisane są do rejestru zabytków jako: Fabryka Aparatów Elektrycznych K. Szpotańskiego (4 sprzężone hale produkcyjne), ul. Żegańska 1, 1900-30, nr rej.: A-448 z 8.07.2005
W dawnych zakładach ZWAR przy ul. Żegańskiej 1 w Warszawie znajdują się siedziby obu spółek.
W roku 1933 od skrótowca ZWAR w Międzylesiu powstała szkółka piłkarska „ZWAR”.